# أحمد العمران (لاعب)
أحمد العمران هو لاعب كرة اليد كويتي. شارك في الألعاب الأولمبية الصيفية 1980.

## مشاركته في البطولات
شارك أحمد العمران مع منتخب الكويت لكرة اليد في دورة الألعاب الأولمبية الصيفية 1980، حيث ساهم في تمثيل بلاده ضمن منافسات كرة اليد، مسجلاً حضوره في المباريات الرسمية للمنتخب خلال البطولة.